# Geomyza tripunctata
Espèce
Geomyza tripunctata, la mouche des graminées ou mouche des plantules de maïs, est une espèce d'insectes diptères de la famille des Opomyzidae.

## Distribution
L'aire de répartition de Geomyza tripunctata comprend les zones paléarctique et néarctique.

## Synonymes
Selon Catalogue of Life.
- Geomyza bracata Rondani, 1874
- Geomyza calceata Rondani, 1874
- Geomyza pictipennis Rondani, 1874